# 가터
가터(garter)는 양말대님을 가리키며, 스타킹이나 양말을 고정하는데 사용된다. 가터는 남성과 여성 모두 착용한다.

## 패션 속의 가터
유럽에서는 결혼식에서 신부가 가터를 착용하는 결혼 전통이 있다.
가터는 1930~1940년대에 대중화되었고 숙녀들이 조그마한 지갑 대신 조그마한 귀중품들을 갖고 다니기 편하게 해준 방법이기도 했다.

## 가터 벨트
가터 벨트(영어: Garter Belt)는 양말의 흘러내림을 방지 하기 위한 대님을 지칭한다. 스타킹을 신고 있을 때 움직임이 많으면 스타킹이 흘러내리는 경우가 발생하는데, 이를 막아주는 역할을 한다. 거들에 같이 달려 있는 고무 벨트나 와이셔츠 소매 길이를 고정하기 위해 팔에 두르는 고무 벨트가 이에 포함된다.

### 역사
최초의 가터 벨트는 독일의 철학자 이마누엘 칸트에 의해 고안된 남성용 대님이었다. 당시의 스타킹은 남성용 의류였으며, 현대와 달리 신축성이 적고 쉽게 흘러내리기 때문에 대부분 끈으로 묶어서 고정하였다. 칸트는 이 방식이 혈액순환에 악영향을 끼칠것이라 생각하여 새로운 스타킹 고정대님을 만들게 된다. '가터'라는 명칭의 유래는 영국 최고위 인사들만 입단하는 가터 기사단에서 유래되었다. 18세기 가터 기사단의 정복에는 이 가터벨트가 포함되어 있었고 가터 기사단원들이 착용한다고 해서 가터벨트라는 이름이 붙게 되었다.

## 같이 보기
- 스타킹